# Bulbophyllum hamelinii
Bulbophyllum hamelinii es una especie de orquídea epifita originaria de Madagascar.  

## Descripción
Es una  orquídea de gran tamaño (la más grande de Madagascar), de crecimiento cálido con hábitos de epífita  con pseudobulbos discoides, comprimidos,  que llevan 2 hojas, apicales,  elípticas. Florece en el verano en un inflorescencia basal de 10 a 15 cm  de largo, en forma de arco, con muchas flores malolientes.

## Distribución y hábitat
Se encuentra en  Madagascar en los bosques húmedos de hoja perenne, en elevaciones de 800 a 1000 metros.   

## Taxonomía
Bulbophyllum hamelinii fue descrita por William Watson   y publicado en Garden & Forest 6: 386. 1893.
Etimología
Bulbophyllum: nombre genérico que se refiere a la forma de las hojas que es bulbosa.
hamelinii: epíteto que significa "Bulbophyllum de Hamelin".
Sinonimia
- Bulbophyllum hamelinii Rolfe[3][4]